# Коста Стоянов (политик)
Вижте пояснителната страница за други значения на Коста Стоянов.
Коста Георгиев Стоянов е български политик от партия „Възраждане“. Народен представител в XLVIII, XLIX народно събрание и L народно събрание. Оглавявал е редица дирекции към община Бяла, бил е общински съветник.

## Биография
Коста Стоянов е роден на 24 октомври 1974 г. в град Бяла, Варненско. Завършва промишлено и гражданско строителство в УАСГ – София и „Спортен мениджмънт“ в НСА. От септември 2000 до януари 2018 година работи в Община Бяла на ръководни длъжности като директор на дирекция. Бил е и общински съветник.
От януари 2018 до октомври 2022 е изпълнителен директор на местна инициативна група „Долни чифлик и Бяла“, изпълняваща Стратегия за Водено от общностите местно развитие (ВОМР) по Програмата за развитие на селските райони, Оперативна програма „Развитие на човешките ресурси“ и Оперативна програма „Иновации и конкурентноспособност“. През това време са финансирани и изпълнени множество проекти на общините Долни чифлик и Бяла, проекти на местни НПО и на местни частни компании.
Допълнителна информация и интересни факти:
- Владее свободно английски и руски език
- Външен експерт по ЗОП, включен в списъка на Агенция за обществени поръчки под уникален номер ВЕ-2178
- Оценител на проекти, финансирани по европейски програми
- До 2018 година е член на Постоянната комисия на Националното сдружение на общините в Република България (НСОРБ) по Управление на средства от Европейските фондове
- Действащ футболен агент, вписан в регистъра на БФС под номер 0019, с осъществени трансфери на няколко български футболистки в чужбина
- Председател на сдружение „Бъдеще чрез спорт“, с богат опит в организирането на големи спортни мероприятия, организирал следните по-големи събития: Милан Джуниор Камп 2017 – детски футболен лагер с участието на над 130 деца от страната и чужбина; Интер Академи Камп 2018, 2019 и 2021 – детски футболни лагери с участието на общо над 300 деца от страната и чужбина, под ръководството на треньори от академията на Интер; Бяла Къп 2016, 2017 и 2018 – младежки футболни турнири с международно участие; Лекции за спортно кариерно развитие на деца и юноши
- През 2022 година участва в предаването „Стани богат“, където печели десет хиляди лева и стига до 12-ия въпрос за 20 000 лв.

## Политическа дейност
На парламентарните избори през 2022 година е избран за Народен представител в 48-ото народно събрание от 3-ти МИР Варна от листата на партия „Възраждане“. В 48-ото НС е избран за Председател на Комисията по регионална политика, благоустройство и местно самоуправление и за член на Комисията по въпросите на децата, младежта и спорта.
На парламентарните избори през 2023 година е избран за Народен представител в 49-ото народно събрание от 3-ти МИР Варна от листата на партия „Възраждане“. В 49-ото НС е избран за член на Комисията по регионална политика, благоустройство и местно самоуправление, която временно председателства до избирането на председател и за член на Комисията по околната среда и водите.

## Скандал и критики
През август 2024 г. се разпространява клип в социалните медии, в който се вижда как Стоянов напада депутата Явор Божанков в кулоарите на парламента, като го блъска и го обижда. Малко след това други депутати се намесват и ги разтървават.
По-късно Божанков коментира случая: „Днес бях нападнат от народен представител от проруската „Възраждане“ в кулоарите на Народното събрание. С викове „ей, пе*ал, ей пе*ал“.